# Grand Prix automobile de France 1975
Résultats du Grand Prix de France de Formule 1 1975 qui a eu lieu sur le circuit Paul Ricard le 6 juillet.

## Classement
| Pos  | N° | Pilote                | Écurie          | Tours | Temps/Abandon      | Grille | Points |
| ---- | -- | --------------------- | --------------- | ----- | ------------------ | ------ | ------ |
| 1    | 12 | Niki Lauda            | Ferrari         | 54    | 1 h 40 min 18 s 84 | 1      | 9      |
| 2    | 24 | James Hunt            | Hesketh-Ford    | 54    | +1 s 59            | 3      | 6      |
| 3    | 2  | Jochen Mass           | McLaren-Ford    | 54    | +2 s 31            | 7      | 4      |
| 4    | 1  | Emerson Fittipaldi    | McLaren-Ford    | 54    | +39 s 77           | 10     | 3      |
| 5    | 27 | Mario Andretti        | Parnelli-Ford   | 54    | + 1 min 02 s 08    | 15     | 2      |
| 6    | 4  | Patrick Depailler     | Tyrrell-Ford    | 54    | + 1 min 07 s 40    | 13     | 1      |
| 7    | 23 | Tony Brise            | Hill-Ford       | 54    | + 1 min 09 s 61    | 12     |        |
| 8    | 17 | Jean-Pierre Jarier    | Shadow-Ford     | 54    | + 1 min 19 s 78    | 4      |        |
| 9    | 3  | Jody Scheckter        | Tyrrell-Ford    | 54    | + 1 min 31 s 68    | 2      |        |
| 10   | 5  | Ronnie Peterson       | Lotus-Ford      | 54    | + 1 min 36 s 02    | 17     |        |
| 11   | 21 | Jacques Laffite       | Williams-Ford   | 54    | + 1 min 36 s 77    | 16     |        |
| 12   | 15 | Jean-Pierre Jabouille | Tyrrell-Ford    | 54    | + 1 min 37 s 13    | 21     |        |
| 13   | 18 | John Watson           | Surtees-Ford    | 53    | + 1 tour           | 14     |        |
| 14   | 7  | Carlos Reutemann      | Brabham-Ford    | 53    | + 1 tour           | 11     |        |
| 15   | 31 | Gijs Van Lennep       | Ensign-Ford     | 53    | + 1 tour           | 22     |        |
| 16   | 22 | Alan Jones            | Hill-Ford       | 53    | + 1 tour           | 20     |        |
| 17   | 14 | Bob Evans             | BRM             | 52    | + 2 tours          | 25     |        |
| 18   | 10 | Lella Lombardi        | March-Ford      | 50    | + 4 tours          | 26     |        |
| Abd. | 8  | Carlos Pace           | Brabham-Ford    | 26    | Transmission       | 5      |        |
| Abd. | 6  | Jacky Ickx            | Lotus-Ford      | 17    | Freins             | 19     |        |
| Abd. | 30 | Wilson Fittipaldi     | Copersucar-Ford | 14    | Moteur             | 23     |        |
| Abd. | 9  | Vittorio Brambilla    | March-Ford      | 6     | Châssis            | 8      |        |
| Abd. | 11 | Clay Regazzoni        | Ferrari         | 6     | Moteur             | 9      |        |
| Abd. | 28 | Mark Donohue          | Penske-Ford     | 6     | Transmission       | 18     |        |
| Abd. | 16 | Tom Pryce             | Shadow-Ford     | 2     | Transmission       | 6      |        |
| Np.  | 20 | François Migault      | Williams-Ford   | 0     | Non parti          | 24     |        |

Légende :
- Abd.=Abandon

## Pole position et record du tour
- Pole position : Niki Lauda en 1 min 47 s 82 (vitesse moyenne : 193,990 km/h).
- Tour le plus rapide : Jochen Mass en 1 min 50 s 60 au 38e tour (vitesse moyenne : 189,114 km/h).

## Tours en tête
- Niki Lauda : 54 (1-54)

## À noter
- 6e victoire pour Niki Lauda.
- 56e victoire pour Ferrari en tant que constructeur.
- 56e victoire pour Ferrari en tant que motoriste.